# Caenaugochlora wilmattae
Caenaugochlora wilmattae är en biart som först beskrevs av Cockerell 1912.  Caenaugochlora wilmattae ingår i släktet Caenaugochlora och familjen vägbin. Inga underarter finns listade.